# 锡赫纳新镇
锡赫纳新镇，是西班牙阿拉贡自治区韦斯卡省的一个市镇。总面积146平方公里，总人口531人（2001年），人口密度4人/平方公里。1511年左右，西班牙神学家、医生米格尔·塞尔韦特生于此地。